# Mike van der Hoorn
Mike Adrianus Wilhelmus van der Hoorn (* 15. Oktober 1992 in Almere) ist ein niederländischer Fußballspieler.

## Karriere

### Verein
Der Innenverteidiger Mike van der Hoorn begann seine Karriere beim SC Buitenboys und wechselte im Alter von neun Jahren zum FC Omniworld. Fünf Jahre später folgte der Wechsel in die Jugendabteilung des FC Utrecht. Sein Profidebüt in der niederländischen Eredivisie feierte van der Hoorn am 15. Mai 2011, als er für Mark van der Maarel eingewechselt wurde. Seine ersten Tore im niederländischen Oberhaus erzielte er am 30. März 2012 beim 3:2-Sieg über Excelsior Rotterdam. In der Saison 2012/13 wurde van der Hoorn unter Trainer Jan Wouters zum Stammspieler in Utrecht. Mit seiner Mannschaft qualifizierte er sich für die UEFA Europa League und wurde vereinsintern zum Spieler des Jahres gewählt.
Zur Saison 2013/14 wechselte van der Hoorn für eine Summe von 3,8 Millionen Euro zu Ajax Amsterdam, wo er einen Vierjahresvertrag unterschrieb. Mit Ajax gewann van der Hoorn die niederländische Meisterschaft in der Saison 2013/14 und wurde in den folgenden zwei Spielzeiten jeweils Vizemeister. Allerdings kam er nur unregelmäßig zum Einsatz. Bis 2016 absolvierte er 33 Erstligaspiele und erzielte dabei drei Tore. Dazu kommen 22 Spiele und ein Tor für Jong Ajax, der zweiten Mannschaft der Amsterdamer.
Im Juli 2016 wechselte van der Hoorn für rund zwei Millionen Pfund zum walisischen Club Swansea City in die englische Premier League. Mit Swansea stieg er 2018 aus der Premier League ab. Es folgten zwei Jahre in der zweitklassigen EFL Championship, bevor sein Vertrag im August 2020 aufgelöst wurde. Für Swansea absolvierte er 106 Spiele und erzielte sechs Tore. Am 4. September 2020 unterschrieb van der Hoorn beim deutschen Bundesligisten Arminia Bielefeld. Zu Beginn der Saison 2020/21 zählte er zum Stammpersonal der Bielefelder, wurde aber im Laufe der Spielzeit von Joakim Nilsson verdrängt und kam dementsprechend nur noch sporadisch zu Einsätzen. So entschied er sich im August 2021, wieder zu seinem Heimatverein FC Utrecht zurückzukehren.

### Nationalmannschaft
International spielte van der Hoorn zweimal für die U-20- und 13 Mal für die U-21-Nationalmannschaft.

## Erfolge
- Niederländischer Meister: 2013/14